# Уровене
Уровене (болг. Уровене) — село в Болгарии. Находится в Врачанской области, входит в общину Криводол. Население составляет 185 человек.

## Политическая ситуация
Уровене подчиняется непосредственно общине и не имеет своего кмета.
Кмет (мэр) общины Криводол — Николай Георгиев Иванов (Болгарская социалистическая партия (БСП)) по результатам выборов в правление общины.